# Vetenskapsjournalistik
Vetenskapsjournalistik är journalistik inriktad på vetenskapliga nyheter. Den är populärvetenskaplig snarare än fackvetenskaplig. Vetenskapsjournalister granskar forskning, forskningspolitik och universitet. Vetenskapsjournalister är en länk mellan forskningsvärlden och allmänheten. 
Vetenskapsjournalistik kan studeras vid bland annat Umeå universitet och Lunds universitet. I Lund kallas utbildningen "Journalistik för naturvetare".